# Anthony Hyman

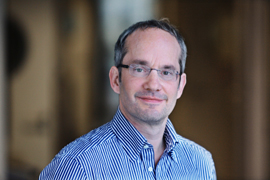
Anthony Hyman, vor 2013

Anthony Hyman (* 27. Mai 1962 in Haifa) ist ein britischer Zellbiologe. Er ist seit 1999 einer der Direktoren des Max-Planck-Instituts für molekulare Zellbiologie und Genetik in Dresden und Leibniz-Preisträger 2011.

## Leben
Hyman studierte Zoologie am University College der University of London und wurde dort 1984 Bachelor. Von 1985 bis 1987 arbeitete er im Rahmen seiner Promotion am King’s College in Cambridge in der Gruppe von John White über den Fadenwurm Caenorhabditis elegans. Dieser Wurm wurde von dem späteren Nobelpreisträger Sydney Brenner als Modellorganismus etabliert und untersucht. Brenner war seit 1979 Leiter des molekularbiologischen Labors des MRC, an dem Hyman über entwicklungsbiologische Vorgänge bei der Zellteilung im C. elegans-Embryo promovierte.
Im Anschluss an seine Promotion 1988 arbeitete Hyman als Postdoc bei Tim Mitchison an der University of California in San Francisco, bis er 1993 als Gruppenleiter an das EMBL nach Heidelberg wechselte. In San Francisco wie in Heidelberg beschäftigte er sich mit der Rolle der Mikrotubuli bei der Zellteilung, was bis heute einer seiner Forschungsschwerpunkte ist.
Seit 1999 arbeitet Hyman als Direktor am MPI-CBG in Dresden. Er ist außerdem Honorarprofessor an der Fakultät Biologie der Technische Universität Dresden. Seit 2000 ist er Mitglied der European Molecular Biology Organization, die ihm 2003 die EMBO Gold Medal verlieh. Im Jahr 2007 wurde er als „Fellow“ (Mitglied) in die Royal Society aufgenommen. Im Jahr 2012 beschrieb er in einem Beitrag in den Dresdner Neuesten Nachrichten seine Erfahrungen mit dem Wechsel aus San Francisco nach Deutschland im Jahr 1993, der seinerzeit für seine Umgebung sehr überraschend kam. 2014 wurde er zum ordentlichen Mitglied der Academia Europaea gewählt. Für seine Forschungen über das Mikrotubuli-Zytoskelett erhielt Hyman 2011 den mit 2,5 Mio. Euro dotierten Gottfried-Wilhelm-Leibniz-Preis. Die Leopoldina sprach ihm 2017 die Schleiden-Medaille zu, er ist einer der Preisträger des Wiley Prize in Biomedical Sciences 2020. Ebenfalls 2020 wurde Hyman in die National Academy of Sciences gewählt, als Keith R. Porter Lecturer ausgewählt und er erhielt den Distinguished Scientist and Scholar Award der NOMIS-Stiftung. 2021 wurde er als Mitglied in die Nationale Akademie der Wissenschaften Leopoldina aufgenommen und ihm gemeinsam mit Clifford Brangwynne der HFSP Nakasone Award verliehen. 2022 erhielt er den Körber-Preis für die Europäische Wissenschaft. Für 2023 wurde beiden der Breakthrough Prize in Life Sciences zugesprochen. 2023 wurde er korrespondierendes Mitglied der Österreichischen Akademie der Wissenschaften.
Hyman ist einer der Mitgründer der Firma „Dewpoint Therapeutics“, die Anfang 2019 eine Finanzierung von 60 Millionen Dollar erhielt, Dewpoint soll mithilfe biomolekularer Kondensate neue Wirkstoffe entwickeln. Das Unternehmen hat seinen Sitz in Boston/USA.
Er war mit der Molekularbiologin Suzanne Eaton (1959–2019) verheiratet; mit ihr hat er zwei Söhne.

## Video
- Video zu Anthony Hymans Forschung (Latest Thinking)

| Personendaten    | Personendaten          |
| ---------------- | ---------------------- |
| NAME             | Hyman, Anthony         |
| KURZBESCHREIBUNG | britischer Zellbiologe |
| GEBURTSDATUM     | 27. Mai 1962           |
| GEBURTSORT       | Haifa                  |